# Zepp
Zepp(일본어: ゼップ 젯푸[*])는 일본의 라이브 하우스이다. 소니 뮤직 엔터테인먼트 재팬 (SMEJ)의 자회사로, Zepp 라이브 엔터테인먼트가 운영한다.

## 개요
삿포로, 도쿄, 나고야, 오사카, 후쿠오카 5개 도시에 소재하고 주로 음악 라이브 이벤트를 개최하고 있다. 아티스트가 여러 Zepp를 둘러싸고 라이브를 하는 것을 'Zepp 투어'라고 칭하는 경우도 있다. Zepp의 명칭은 제플린(Zeppelin)에서 유래한다.

## 목록

### 현재
- Zepp Sapporo (홋카이도 삿포로 시 주오 구, 1998년 4월 12일 개업)
- Zepp Tokyo (도쿄 도 고토 구 아오미, 1999년 3월 20일 개업)
- Zepp Fukuoka (후쿠오카 현 후쿠오카 시 주오 구, 1999년 6월 5일 개업)
- Zepp Nagoya (아이치 현 나고야 시 나카무라 구, 2005년 3월 11일 개업)
- Zepp Namba (OSAKA) (오사카 부 오사카 시 나니와 구, 2012년 4월 27일 개업)
- Zepp DiverCity (TOKYO) (도쿄 도 고토 구 아오미, 2012년 4월 29일 개업)

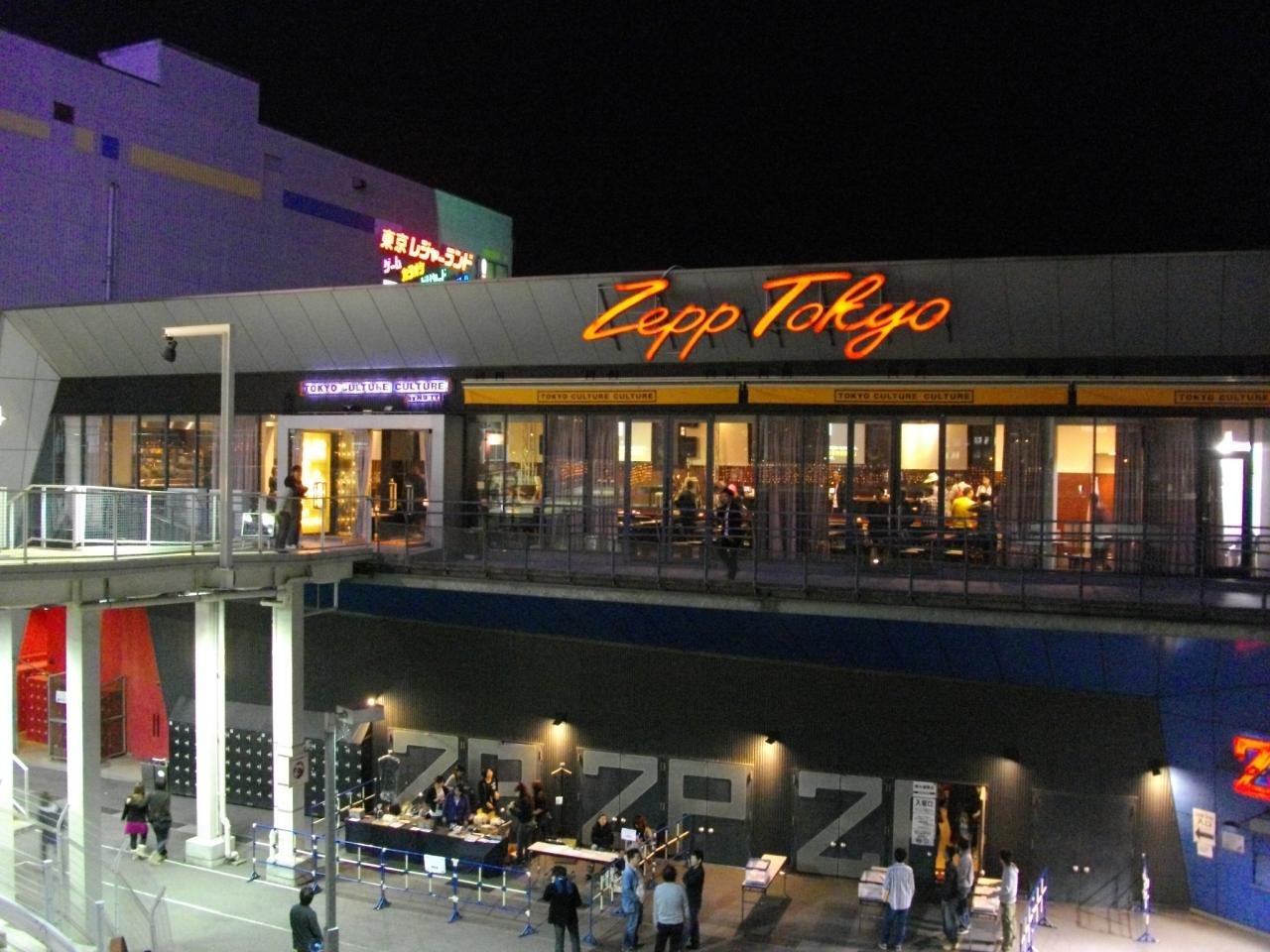
Zepp Tokyo
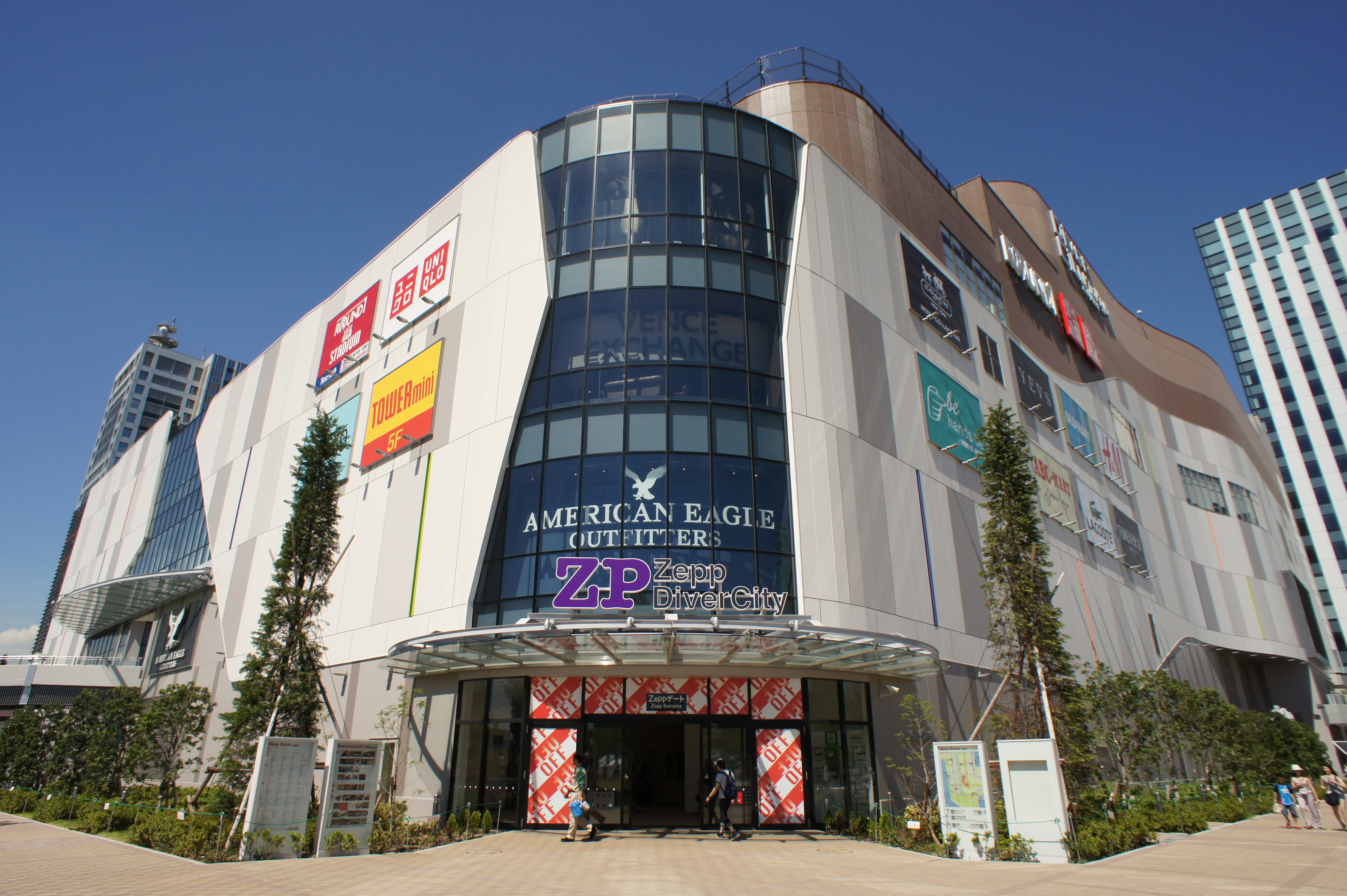
Zepp DiverCity (TOKYO)
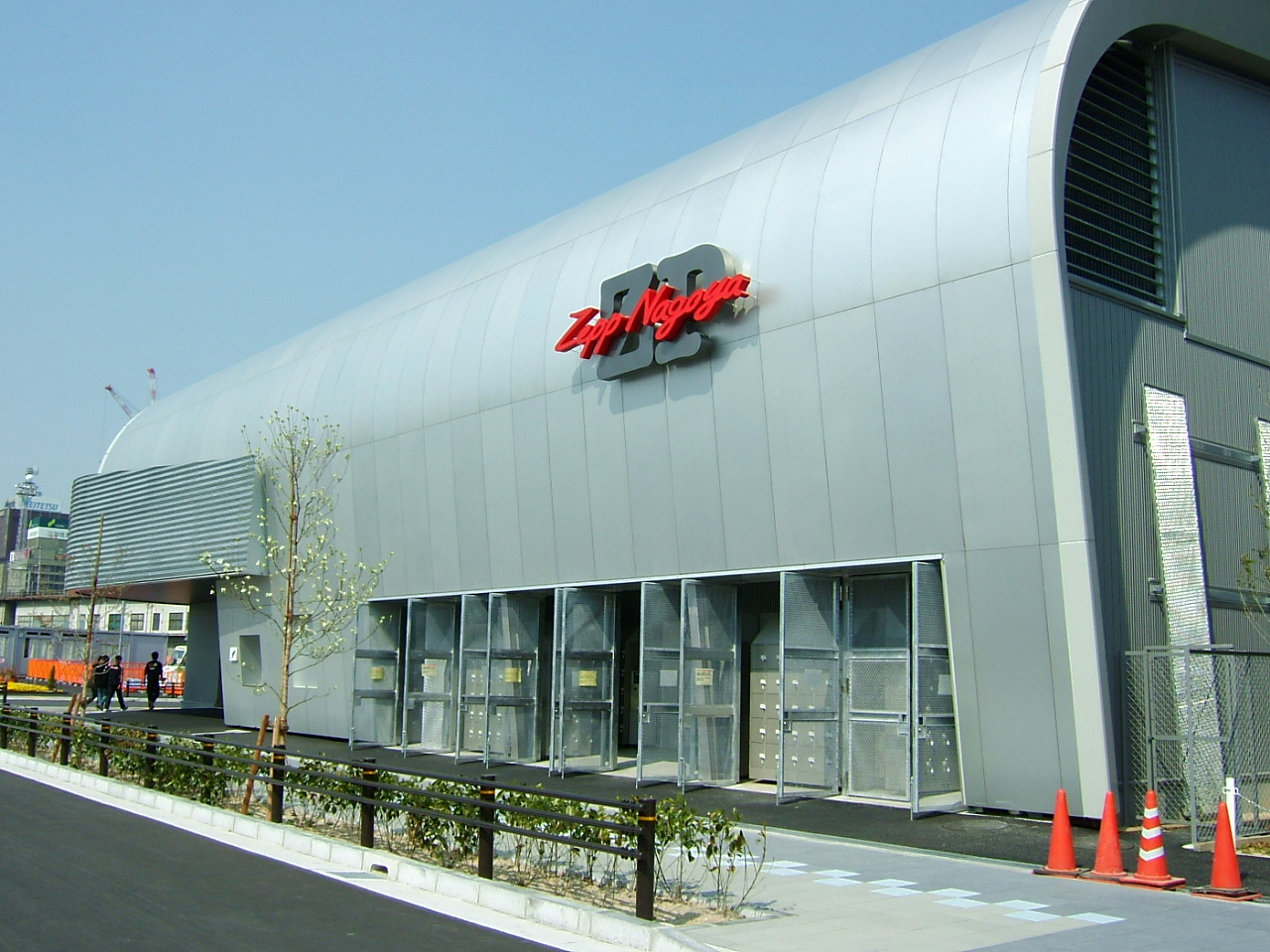
Zepp Nagoya
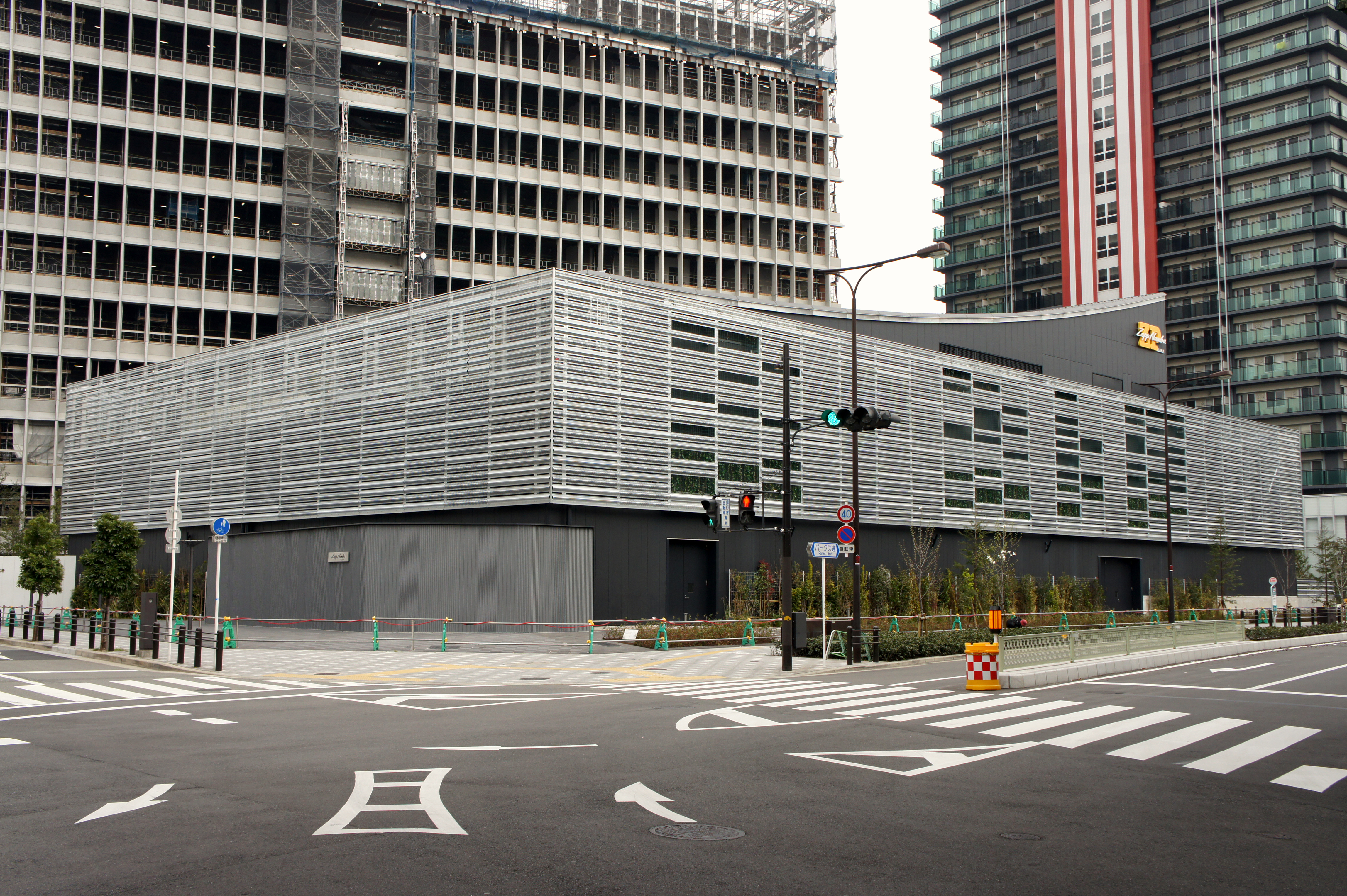
Zepp Namba (OSAKA)
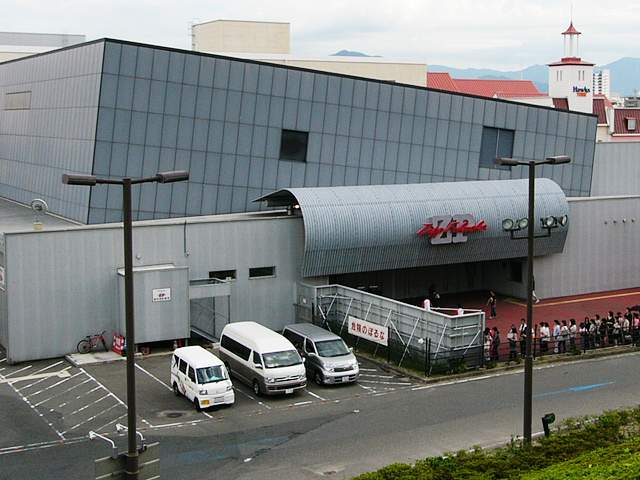
Zepp Fukuoka

### 과거
- Zepp Osaka (오사카 부 오사카 시 스미노에 구, 1998년 11월 24일	개업, 2012년 4월 8일 휴업)
- Zepp Sendai (미야기 현 센다이 시 미야기노 구, 2000년 8월 1일 개업, 2012년 7월 1일 휴업)

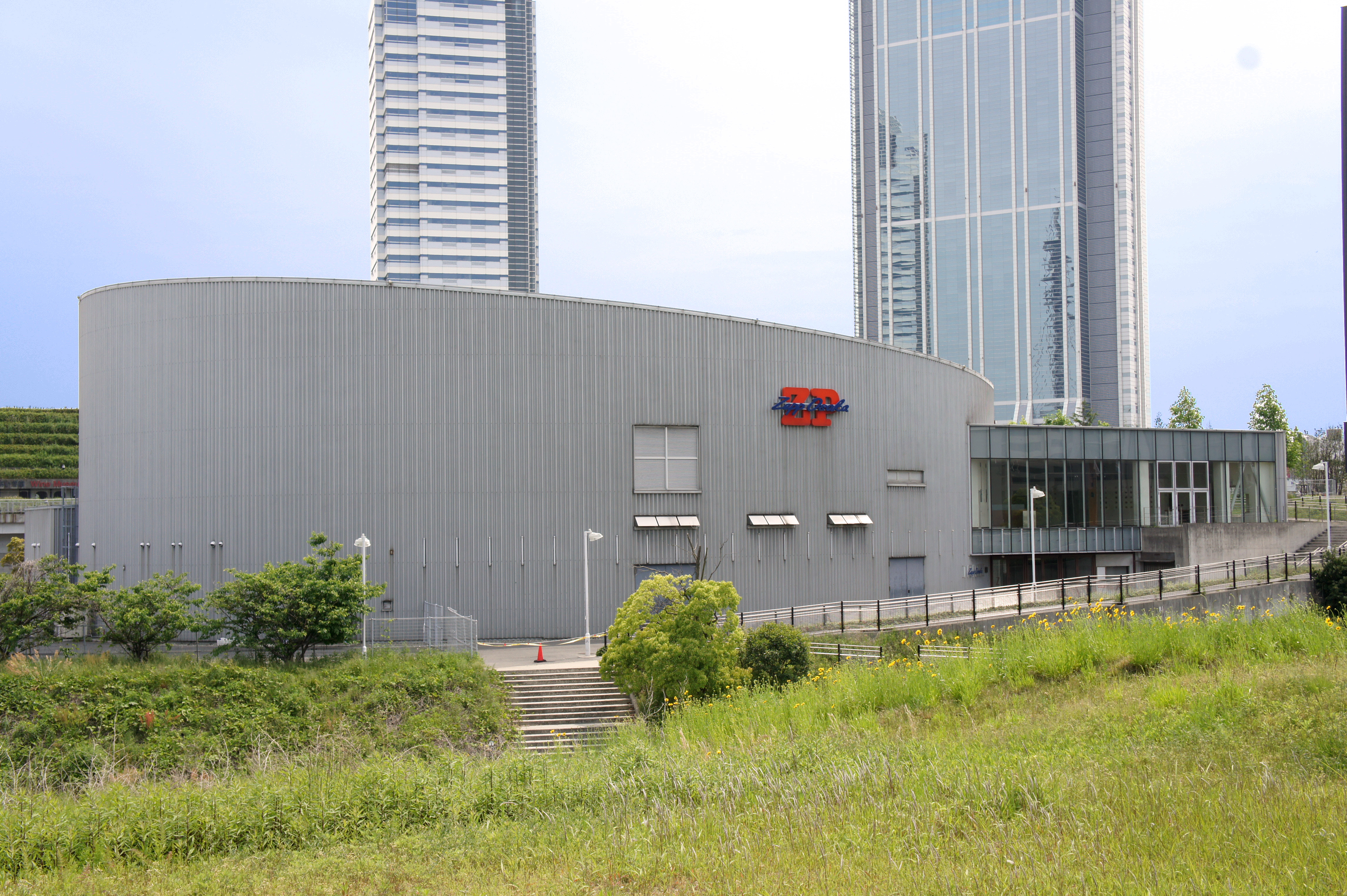
Zepp Osaka
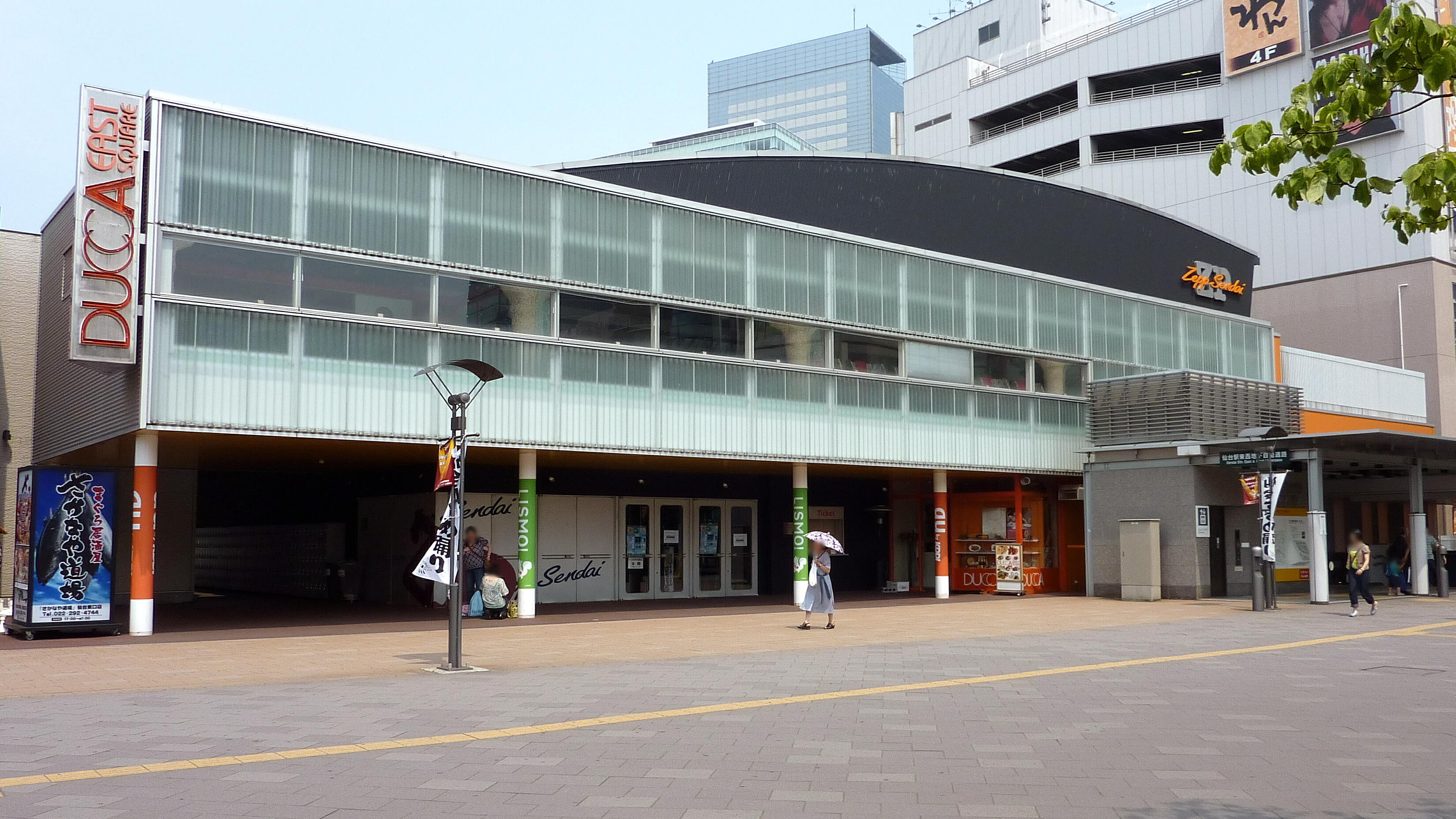
Zepp Sendai